# 프레데리크 멘디 (1988년)
 프레데리크 멘디(프랑스어: Frédéric Mendy, 1988년 9월 18일)는 프랑스에서 태어난 기니비사우와 프랑스 이중 국적의 축구 선수로 현재 샹피오나 나시오날 2의 에브뢰 FC에서 공격수로 활동 중이며 K리그 등록명은 멘디였으며 기니비사우 대표팀의 일원으로도 활동하고 있다.

## 클럽 경력
멘디는 논리그의 FC레제에서 커리어를 시작했다. 이후 샹피오나 나시오날 2의 에브레스 FC에서 뛰었으며 이 팀에서 뛴 이후 싱가포르의 에투알 FC로 이적했다. 싱가포르 S리그에서 23경기만에 15골을 넣는 미친 활약을 보여주었다. 게일랑 유나이티드와의 2010년 싱가포르리그컵 결승전에서 1득점을 기록하면서 팀의 우승에 기여했다. 또한 그는 싱가포르컵에서 캄보디아의 페놈 페 크라운과의 경기에서 1득점을 기록했다. 이런 활약을 이어나간 끝에 2010년 32경기 21골의 기록을 남겼으며 리그 챔피언을 경험했다.
2011시즌을 앞두고 멘디는 같은 리그의 홈 유나이티드로 이적했다. 멘디는 알비렉스 니가타 싱가포르와의 경기에서 홈 유나이티드 데뷔골을 기록했다.
2013년 멘디는 싱가포르를 떠나 포르투갈로 향했으며 GD 이스토릴 프라이아에 입단했다.
2016년 여름 이적 시장을 통해 K리그 클래식의 울산 현대에 입단하였다. 7월 2일에 열린 수원과의 홈 경기에서 후반 18분 김태환과 교체 출전하여 K리그 데뷔전을 가졌고, 후반 추가 시간에 종료 직전 코바의 크로스를 받아 헤딩골을 터뜨려 2-1 극적인 역전승을 이끌어냈다. 이날 경기 이후, 멘디는 K리그 클래식 18라운드 MVP로 선정되었고, 인터풋볼이 선정한 주간 베스트 11 자리에 뽑혔다. 7월 13일에 있었던 인천과의 FA컵 경기에서 2골을 기록하여 팀의 4-1 대승을 이끌며 준결승 진출에 기여하였다. 본인의 생일이었던 9월 18일 열린 동해안 더비 경기에서 결승골을 기록해 팀의 1-0 승리에 기여하며 본인의 생일을 자축하였다.
2016 시즌 후, 제주 유나이티드로 이적하였다. 제주 유나이티드 이적 후 좋은 움직임을 보이며 소속팀을 리그 2위에 올려놓았다. 그 후 2018시즌을 앞두고 태국 프리미어리그의 방콕 글라스 FC로 이적했다. 방콕에서 반 시즌을 뛴 후 여름 이적시장에 포르투갈의 비토리아 세투발로 이적했다.

## 국가대표 경력
멘디는 프랑스에서 태어났지만 기니비사우 혈통을 이어받았기 때문에 기니비사우 축구 국가대표팀에 발탁될 수 있었다. 2016년 4월 기니비사우 대표팀에 발탁되었으며 2016년 6월 4일에 2017년 아프리카 네이션스컵 예선 전 잠비아와 경기에 출전하여 데뷔골을 넣으며 3-2 승리를 이끌었다.
2017년 아프리카 네이션스컵에 참가하는 기니비사우 축구 국가대표팀의 최종 명단에 포함되었다.
2019년 아프리카 네이션스컵에 참가하는 기니비사우 축구 국가대표팀의 최종 명단에 포함되었다.